# Caprichromis
Caprichromis: (Lat.: „capra“ = Ziege + Chromis (Gattung von Riffbarschen, in der früher auch Buntbarsche beschrieben wurden)) ist eine Gattung afrikanischer Buntbarsche (Cichlidae). Sie kommt endemisch im Malawisee in Ostafrika vor.

## Merkmale
Caprichromis-Arten sind glänzend metallisch hellblau, silbrig oder weißlich gefärbt und erreichen Körperlängen von 14 bis 20 cm. C orthognathus ist langgestreckt, C. liemi hochrückiger. Als diagnostisches Merkmal der Gattung gilt das stark nach oben gerichtete Maul, der kräftige, vorgeschobene Unterkiefer und ein Längsstreifen, der sich bogenförmig vom Nacken bis zum Schwanzstiel erstreckt.

## Lebensweise
Caprichromis-Arten leben über bewachsenen Sandböden und ernähren sich von Eiern, Larven und Jungfischen anderer, maulbrütender Buntbarsche. Sie schwimmen maulbrütende Weibchen schräg von unten an und rammen kräftig gegen den Maulboden der Weibchen, die daraufhin ihren Maulinhalt ausspucken. Dieser wird dann schnell gefressen. Wie die meisten Buntbarsche des Malawisees sind die beiden Caprichromis-Arten oviphile Maulbrüter.

## Arten
- Caprichromis liemi (McKaye & Mackenzie, 1982)
- Caprichromis orthognathus (Trewavas, 1935)